# Andriej Szkuro
Andriej Grigoriewicz Szkuro, prawdziwe nazwisko Szkura, ros. Андрей Григорьевич Шкуро (Шкура) (ur. 26 grudnia 1886?/7 stycznia 1887 w Jekaterynodarze, zm. 17 stycznia 1947 w więzieniu w Moskwie) – rosyjski wojskowy formacji kozackich, dowódca Dywizji Kozaków Kubańskich w okresie walk z bolszewikami, współorganizator i komendant ochotniczych kozackich formacji tyłowych i rezerwowych podczas II wojny światowej.

## Młodość i I wojna światowa
Urodził się w rodzinie oficera Kozaków. Ukończył 3 Moskiewski Korpus Kadetów, a w 1907 r. Nikołajewską Szkołę Kawalerii. Służył w wojskach kozackich na Kubaniu. 
Podczas I wojny światowej służył początkowo w szeregach 3 pułku kozackiego w składzie III Korpusu Kaukaskiego jako młodszy oficer. Brał udział w kilku ciężkich bitwach na froncie galicyjskim, podczas których był kilkakrotnie ranny. W listopadzie 1914 r. za waleczność został udekorowany Orderem Św. Jerzego. Latem 1915 r. awansował do stopnia esauła. Lecząc się z ran, wysunął pomysł sformowania specjalnego kozackiego oddziału partyzanckiego, który utworzył w styczniu 1916 r. Na jego czele urządzał rajdy kawaleryjskie za linie niemieckie i austro-węgierskie na froncie rumuńskim. Po wybuchu na pocz. 1917 r. rewolucji lutowej jego oddział został przeniesiony na północny Kaukaz, a następnie do Persji do korpusu kawalerii gen. Baratowa. Awansował wówczas do stopnia pułkownika.

## Wojna domowa w Rosji
Po wybuchu rewolucji bolszewickiej jesienią 1917 r., opowiedział się po stronie białych. Wiosną 1918 r. utworzył kontrrewolucyjny oddział Kozaków w rejonie Batałpaszińska na Kubaniu. W maju i czerwcu przeprowadził najazdy na Stawropol, Jesientuki i Kisłowodzk. Przyłączył się do Armii Ochotniczej gen. Antona I. Denikina. Objął wówczas dowództwo brygady Kozaków Kubańskich, która wkrótce rozrosła się do wielkości dywizji. Od maja 1919 r. dowodził w stopniu generała porucznika korpusem kawalerii. Wojska gen. A. G. Szkuro wyróżniały się szczególną brutalnością i niezdyscyplinowaniem, co powodowało niezadowolenie dowództwa białogwardyjskiego, ale także dużym bohaterstwem; on sam był kilkakrotnie ranny. Po objęciu dowództwa sił białych przez gen. Piotra N. Wrangla został w marcu 1920 r. pozbawiony dowodzenia, w związku z czym złożył rezygnację. Uważał, że obaj głównodowodzący wojskami białych niezbyt efektywnie wykorzystywali możliwości społeczeństwa kozackiego, nie rozumiejąc jego potrzeb. Jego decyzje doprowadziły do wydzielenia się środowisk Kozaków z ruchu białych, pomimo że były one zdecydowanie antybolszewickie.
Po rozbiciu białogwardzistów wyemigrował przez Konstantynopol do Francji, a następnie Jugosławii, gdzie prowadził antysowiecką działalność. Wydał też swoje pamiętniki, w których opisywał szczególnie okres walk z bolszewikami. Był zwolennikiem niezależności kozackiej.

## II wojna światowa
W okresie II wojny światowej podjął współpracę z Niemcami. Brał udział wspólnie z atamanem Piotrem Krasnowem w tworzeniu antysowieckich oddziałów kozackich złożonych z białych emigrantów i żołnierzy Armii Czerwonej wziętych do niewoli. Nie był nazistą, ale liczył, że z pomocą Niemców uda się wyzwolić społeczność kozacką spod tyranii stalinowskiej. We wrześniu 1944 r. stanął na czele Rezerwy wojsk kozackich z siedzibą w Berlinie. Został też nominalnym dowódcą 5 kozackiego pułku szkoleniowo-rezerwowego. Ponadto wszedł w skład Głównego Zarządu Wojsk Kozackich w Berlinie. W połowie maja 1945 r. wraz z kozackimi podkomendnymi poddał się Brytyjczykom na terenie Austrii, po czym został osadzony w obozie jenieckim. Andriej G. Szkuro wraz z pozostałymi oficerami kozackimi pod koniec maja tego roku został przekazany Sowietom (patrz: operacja Keelhaul), pomimo że nigdy nie był obywatelem Rosji Sowieckiej. Sąd Najwyższy ZSRR skazał go na karę śmierci, która została wykonana przez powieszenie 17 stycznia 1947 r.

## Odznaczenia
- Order Świętej Anny IV klasy (1914)[1]
- Cesarski i Królewski Order Świętego Stanisława III klasy[1]
- Medal Wyzwolenia Kubania(inne języki) I klasy (grudzień 1918)[1]
- Krzyż Komandorski Orderu Łaźni (1919)[1]